# Le téléphone pleure (film)
 (décembre 2021).
Si vous disposez d'ouvrages ou d'articles de référence ou si vous connaissez des sites web de qualité traitant du thème abordé ici, merci de compléter l'article en donnant les références utiles à sa vérifiabilité et en les liant à la section « Notes et références ».
Pour les articles homonymes, voir Le téléphone pleure (homonymie).
Pour plus de détails, voir Fiche technique et Distribution.
Le téléphone pleure (Piange... il telefono) est un film italien de Lucio De Caro, sorti en 1975

## Synopsis
En Italie, Andrea Balestrieri, un pilote de la compagnie aérienne Alitalia, s'éprend éperdument de Colette Vincent, séduisant mannequin français, à laquelle il promet le mariage. Cependant, à cause de problèmes cardiaques, Andrea est contraint de renoncer à son poste de pilote de ligne. Il devient pilote privé. Le voilà amené malgré lui à participer à une offensive aérienne en Afrique subsaharienne. Capturé par des rebelles, il n'est libéré que sept ans plus tard. 
De retour en Italie, il découvre que Colette a épousé un médecin florentin. Elle refuse de le rencontrer, persuadée qu'il l'a lâchement abandonnée. Andrea persiste dans ses manœuvres d'approche et, un jour, en téléphonant au domicile de Colette, c'est Chiara, une petite fille de sept ans, qui lui répond. Andrea devine que c'est sa fille juste conçue avant qu'il ne s'envole pour l'Afrique. Il plaide pour que lui soit accordé le droit de connaître sa fille avant de succomber à un accident cardiaque. Il obtient enfin de passer une journée avec Chiara, mais sans jamais revoir Colette.

## Fiche technique
- Titre original : Piange... il telefono
- Titre français : Le téléphone pleure
- Réalisation : Lucio De Caro
- Scénario : Lina Agostini, Lucio De Caro
- Décors et costumes : Massimo Lentini
- Photographie : Sergio Salvati
- Son : Mario Ottavi
- Montage : Ornella Micheli
- Musique : Domenico Modugno
- Production : Ugo Valenti, Gino Capponi
- Directeur de production : Alfonso Donati
- Société de production : Coralta Cinematografica (Italie)
- Sociétés de distribution : Sud Films Distribution (France), Société Sirand (France)
- Pays d'origine :  Italie
- Langue originale : italien
- Format : 35 mm — couleur — son monophonique
- Genre : drame
- Durée : 98 minutes
- Dates de sortie :  1975,  mars 1976
- (fr) Classification CNC : tous publics (visa d'exploitation no 45627 délivré le 24 mars 1976)

## Distribution
- Domenico Modugno : Andrea Balestrieri
- Francesca Guadagno : Chiara
- Marie-Yvonne Danaud : Colette Vincent
- Louis Jourdan
- Claudio Lippi
- Gigi Ballista
- Alain Naya

## Genèse
L'idée de départ de la production est d'exploiter le succès de la chanson alors en tête du hit-parade italien, Piange il telefono, interprétée par Domenico Modugno en 1975 et adaptation du tube français Le téléphone pleure interprété par Claude François en 1974.

## Vidéo
(it) Le téléphone pleure (Piange... il telefono) de Lucio  De Caro, IBS, 2008, DVD PAL, zone 2, Dolby Digital 1.0, mono, 96 min [présentation en ligne]